# Lưu Bình - Dương Lễ
Lưu Bình - Dương Lễ là một trong bảy vở chèo cổ kinh điển của nghệ thuật sân khấu chèo Việt Nam. Bảy vở chèo này mang tính tiêu biểu, có sức ảnh hưởng của nghệ thuật chèo được lưu giữ lại đến nay gồm: Quan Âm Thị Kính, Trương Viên, Chu Mãi Thần, Kim Nham, Lưu Bình - Dương Lễ, Trinh Nguyên và Từ Thức. Hầu hết các làn điệu chèo gốc đều có ở các vở chèo kinh điển này.
Tích chèo cổ "Lưu Bình - Dương Lễ" hấp dẫn bởi nó phản ánh khung cảnh làng quê Việt xưa với bến nước, con đò, với anh học trò hiếu học, những anh hề ngộ nghĩnh cùng những màn đối đáp tài tình, với người phụ nữ hiền thục mà không kém phần sắc sảo. Vở chèo để lại bài học về đối nhân xử thế, về tình bạn, nghĩa vợ chồng và khát vọng vươn lên của người xưa.
Vở Chèo  "Lưu Bình - Dương Lễ", do Lan Trì tiên sinh Vũ Trinh soạn, về sau được cố tác giả Hàn Thế Du quê Tam Sơn, thành phố Từ Sơn, tỉnh Bắc Ninh vùng Kinh Bắc chỉnh lý.

## Nội dung
Xưa có một người tên là Dương Lễ, quê quán ở xứ Sơn Tây, gặp một người tên là Lưu Bình. Hai người đều ham chuộng thơ văn, liền làm bạn với nhau, rồi cùng lên đường về kinh đô theo học. Hai người được thầy tận tình truyền dạy văn chương chữ nghĩa và đạo lý làm người.
Dương Lễ đỗ Trạng nguyên, được làm quan. Trong khi đó, Lưu Bình thi trượt, phải sống lang thang, rồi trở về quê. Cuộc sống khó khăn, lại gặp cảnh loạn lạc, Lưu Bình nghĩ đến người bạn kết nghĩa năm xưa, bèn tìm đến nhà Dương Lễ. Dương Lễ không ra gặp mặt mà sai đày tớ hắt hủi Lưu Bình, bưng ra mời bát cơm nguội cùng quả cà thiu. Lưu Bình thất vọng muốn tìm tới cái chết. Dương Lễ muốn cậy nhờ người vợ ba của mình thay chàng đi nuôi bạn ăn học. Châu Long thấy vậy liền nhận lời để giúp chồng thỏa ý nguyện.
Châu Long từ biệt chồng, một mình nàng cất bước ra đi. Giữa đường, nàng ghé quán Nghinh Hương. Tại đây, nàng gặp Lưu Bình trên đường về quê cũng đang tạm dừng chân. Hai người trò chuyện hồi lâu. Lưu Bình thuật lại đoạn đời gian nan vất vả của mình, còn Châu Long thì kể rằng cha mẹ gả nàng cho một người giàu có, nhưng nàng không chịu nổi cuộc sống ở đó, bèn tự ý bỏ đi. Khi thấy Lưu Bình ngỏ ý muốn quyết chí đèn sách học hành, Châu Long liền ưng thuận theo chàng về quê để nuôi chàng ăn học.
Châu Long mang số tiền Dương Lễ giao cho nàng đem theo để cất lại ngôi nhà và đón thày về dạy học cho Lưu Bình. Còn nàng ở riêng trong một căn phòng nhỏ, ngày đêm đảm đang quán xuyến gia đình, không chút vương vấn nguyệt hoa. Thấm thoắt đã qua ba mùa hoa nở, Châu Long hết lòng chăm lo cho Lưu Bình ăn học mà lòng nàng không lúc nào nguôi nỗi nhớ mong chồng.
Vua ban chiếu mở khoa thi kén Trạng nguyên. Lưu Bình từ biệt Châu Long và thày dạy học để lên kinh đô ứng thí và đỗ ngôi đầu Trạng nguyên. Trong khi đó, ở nơi quê nhà, nàng Châu Long hay tin Lưu Bình đã đỗ Trạng nguyên, nàng liền vui mừng sắp đặt nhà cửa gọn gàng ngăn nắp, gửi gắm xóm giềng để trở về phủ Dương Lễ. Lưu Bình khi về tới nơi, chẳng thấy Châu Long đâu cả. Chàng lại tìm đến nhà quan Dương Lễ và được Dương Lễ ân cần đón tiếp, hỏi han. Lưu Bình buồn rầu thuật lại chuyện gia đình. Dương Lễ lần lượt cho gọi ba người vợ ra mời rượu Lưu Bình. Khi nhìn thấy Châu Long thì chàng chợt hiểu sự tình.

## Dấu ấn cácnghệ sĩ
- NSƯT Phú Kiên (Trưởng đoàn nghệ thuật 1 - Nhà hát Chèo Việt Nam) thường đóng vai Lưu Bình trong suốt 25 năm (từ 1990 - 2015), ghi dấu ấn đậm nét cho vai diễn này.[5]
- NSƯT Văn Chương (Đoàn Chèo Hà Tây) cũng nổi tiếng nhất với vai Lưu Bình. Với vai diễn này, trong một hội diễn, ông đạt được 4 huy chương vàng cùng lúc cho "Vai diễn xuất sắc nhất", "Diễn viên nam có giọng hát hay nhất", "Diễn viên đóng kép nền đẹp nhất" và "Diễn viên xuất sắc nhất".[6]
- NSƯT Kim Liên (Phó Trưởng đoàn Nghệ thuật truyền thống - Nhà hát Chèo Việt Nam) trong 26 năm gắn bó với nghệ thuật chèo vai Châu Long được bà diễn đi diễn lại nhiều nhất kể từ năm mới 20 tuổi.[7]

## Quán Nghinh Hương
Quán Nghinh Hương thuộc xã Hương Ngải, Thạch Thất (huyện từng thuộc về phủ Quốc Oai thời Lê trung hưng) từ bao đời nay vẫn được ghi nhận là một Di tích kiến trúc, văn hóa độc đáo ở miền Bắc. Quán tọa lạc trên dải đất hình cây bút. Gọi là Quán Nghinh Hương: vì Nghinh là đón rước, Hương là hương thơm, cũng là tên gọi của làng. Truyền thống hiếu học của người dân nơi đây và di tích Quán Nghinh Hương đã khơi nguồn cảm hứng để Vũ Trinh (từng giữ chức Quốc Oai Tri phủ) sáng tác nên truyện cổ và vở chèo Lưu Bình - Dương Lễ rất nổi tiếng.
Trong chèo Lưu Bình Dương Lễ có câu: "Tưởng đâu lạc chốn Đào nguyên. Nghinh Hương kỳ ngộ thiên duyên sánh bày". Lời tâm sự giữa Lưu Bình và Châu Long khi chàng trên đường từ nhà Dương Lễ buồn bã trở về đã tạo nên làn điệu chèo Sa lệch chênh (Lạc chốn đào nguyên) rất nổi tiếng.